# Acid trance
Az Acid Trance egy zenei stílusirányzat és a nevét az Acid Techno és a Trance ötvözetéből kapta.

## Kialakulása
A Techno mellékágaként jelent meg, 1993 és 1994 körül. Gyorsabb, egy tizenhatod ütemű. Jellemző hangszerei a szintetizátor, és a Roland TB303-as bassliner, melynek érdekessége, hogy eredetileg a TR606-os dobgép mellé szánták basszusgitárosoknak.

### Hangzása, előadói
1997-ben Kai Tracid DJ, aki Your own Realityvel vált híressé, a műfaj egyik kiemelkedő alakja, a trance-struktúrát és egy bizonyos acid-vonalat ötvözve tette híressé a műfajt. 

## Tipikus képviselői még
- Acrid Abeyance
- Solar Quest
- Instant Zen
- Simon Berry